# Rene Tosoni
Rene Michael Tosoni (né le 2 juillet 1986 à Toronto, Ontario, Canada) est un voltigeur de baseball qui joue dans les Ligues majeures pour les Twins du Minnesota en 2011.

## Carrière

### Ligues mineures de baseball
Rene Tosoni est drafté par les Twins du Minnesota en 34e ronde en 2004 alors qu'il étudie et joue au baseball à l'école secondaire Terry Fox à Port Coquitlam en Colombie-Britannique. Le jeune homme ne signe pas avec le club et poursuit ses études aux États-Unis, plus précisément au Collège Chipola de Marianna, en Floride. Les Twins le sélectionnent une seconde fois, au 36e tour en 2005, et Tosoni entreprend une carrière en ligues mineures dans cette organisation dès 2007.
En 2009 et 2010, Tosoni joue au niveau AA avec un club-école des Twins du Minnesota. Il est choisi comme représentant des New Britain Rock Cats au match des étoiles 2009 des ligues mineures (All-Star Futures Game), disputé à la mi-saison au Busch Stadium de Saint-Louis. Il produit le point de la victoire dans un gain de 7-5 de l'équipe de futures étoiles du « monde » (World Team) contre les futures étoiles des États-Unis, grâce à un double en septième manche. On lui remet le prix du joueur par excellence de ce match.

### Coupe du monde de baseball
En 2009, il représente le Canada à la Coupe du monde de baseball. À l'issue de la compétition, où la sélection canadienne remporte la médaille de bronze, Tosoni se classe premier de tous les joueurs des nations représentées pour le nombre de points marqués pendant le tournoi.

### Twins du Minnesota
Après être passé au niveau AAA au printemps 2011, Tosoni obtient son premier rappel avec un club des majeures. Le 28 avril 2011, Tosoni est le voltigeur de gauche des Twins à son premier match avec l'équipe. Il obtient ce jour-là ses deux premiers coups sûrs au plus haut niveau dans la première partie d'un programme double contre les Rays de Tampa Bay. Le second de ses deux coups sûrs face au lanceur des Rays Jeremy Hellickson lui permet d'obtenir son premier point produit dans les majeures. Il claque son premier coup de circuit le 10 mai aux dépens du lanceur Rick Porcello des Tigers de Détroit. Il complète sa première saison avec 5 circuits et 22 points produits en 60 matchs avec les Twins.

### Brewers de Milwaukee
Après avoir passé l'année 2012 en ligues mineures avec les Red Wings de Rochester, le club-école AAA des Twins, Tosoni devient agent libre et rejoint les Brewers de Milwaukee le 28 décembre 2012.